# Кравцов Іван Кіндратович
Іван Кіндратович Кравцов (19 січня 1896, село Чуровичі, Чернігівська губернія, тепер Климовського району Брянської області, Російська Федерація — 19 жовтня 1964, гора Авала поблизу Белграда, Югославія) — радянський військовий діяч, генерал-лейтенант (1945). Герой Радянського Союзу (28.04.1945). Депутат Верховної Ради УРСР 4-го скликання.

## Біографія
Народився у селянській родині. У 1915 році був призваний до лав російської імператорської армії. У званні унтер-офіцера командував взводом на Південно-Західному фронті Першої світової війни.
З грудня 1918 року служив у лавах Червоної армії. Під час Громадянської війни Кравцов, перебуваючи на посадах командира відділення, взводу, помічника командира та командира роти, брав участь у бойових діях на Західному та Південному фронтах у складі 1-го Богунського полку 12-ї армії.
Після закінчення війни продовжив командувати ротою в 1-му Богунському стрілецькому полку в Українському військовому окрузі. У жовтні 1924 року був призначений на посаду командира роти 132-го Донецького полку цього ж округу.
У 1925 році вступив до лав РКП(б).
З жовтня 1925 року навчався у Київській об'єднаної військової школи імені Сергія Сергійовича Каменєва, по закінченні якої в серпні 1927 року був призначений на посаду командира роти 239-го стрілецького полку 80-ї стрілецької дивізії.
З березня 1929 року перебував на навчанні у Військовій академії імені Фрунзе, по закінченні якої в травні 1932 року був направлений на Ленінградські бронетанкові курси удосконалення командного складу, які закінчив у серпні 1932 року.
З серпня 1932 року був начальником штабу і тимчасово виконуючим обов'язки командира 11-го механізованого полку Приволзького і Білоруського військових округів. У січні 1937 року був призначений на посаду начальника 1-ї частини штабу 19-ї механізованої бригади Ленінградського військового округу.
У вересні 1937 року заарештований органами НКВС і перебував під слідством, але в жовтні 1939 року був звільнений за недоведеністю фактів звинувачення, після чого був направлений на Ленінградські бронетанкові курси удосконалення командного складу РСЧА на посаду викладача, а потім — на посаду старшого викладача тактики.
У листопаді 1940 року був призначений на посаду начальника штабу 40-ї легкотанкової бригади, а в березні 1941 року — на посаду начальника штабу 21-ї танкової дивізії (10-й механізований корпус, Ленінградський військовий округ).
З початком німецько-радянської війни 21-а танкова дивізія в складі 10-го механізованого корпусу (23-ї армії Ленінградського фронту) вела оборонні бої в районі міста Виборг. 29 грудня 1941 року Кравцов був призначений на посаду командира 281-ї стрілецької дивізії. З 23 лютого по 13 березня 1943 року командував 198-ю стрілецькою дивізією, а з 13 березня по 9 червня 1943 року знову командував 281-ю стрілецькою дивізією. Брав участь у Тихвінської і Любанській наступальних операціях.
Постановою Ради Народних Комісарів СРСР від 10 листопада 1942 року № 1804 полковнику Івану Кіндратійовичу Кравцову присвоєно військове звання «генерал-майор».
З червня 1943 року був слухачем Вищої військової академії імені Ворошилова і по її закінченні 18 лютого 1944 року був призначений на посаду командира 29-го гвардійського стрілецького корпусу, який брав участь у Нікопольсько-Криворізькій, Березнегувато-Снігурівській та Одеській наступальних операціях. Корпус за півтора місяця пройшов близько 300 км, зайняв Миколаївську і Одеську області, потім форсував річку Дністер, захопив і утримував плацдарм на північний захід від міста Бендери. Кравцов командував корпусом до 27 березня 1944 року.
У квітні 1944 року був призначений на посаду начальника штабу 8-ї гвардійської армії, а 10 травня 1944 року — на посаду командира 64-го стрілецького корпусу, який брав участь у Яссько-Кишинівській, Белградській наступальних, Балатонській оборонній, Віденській наступальній операціях.
Постановою Ради Народних Комісарів СРСР від 19 квітня 1945 року № 803 генерал-майору Івану Кіндратійовичу Кравцову було присвоєно військове звання «генерал-лейтенант».
Указом Президії Верховної Ради СРСР від 28 квітня 1945 року за відзнаку в боях, вміле командування військами стрілецького корпусу при форсуванні річки Дунай, прорив сильно укріпленої оборони противника, а також особисту мужність і відвагу генерал-лейтенанту Івану Кіндратійовичу Кравцову присвоєно звання Героя Радянського Союзу з врученням ордена Леніна і медалі «Золота Зірка» (№ 5432).

### Післявоєнна кар'єра
Після закінчення війни Кравцов продовжив командувати 64-м стрілецьким корпусом. З квітня 1946 року перебував у розпорядженні Головного управління кадрів Народного комісаріату оборони і в жовтні 1946 року був призначений на посаду командира 59-го стрілецького корпусу, а в квітні 1947 року — на посаду командира 86-го стрілецького корпусу.
З липня 1950 по липень 1951 року проходив навчання на Вищих академічних курсах при Вищій військовій академії імені Ворошилова, які закінчив з відзнакою.
У серпні 1951 року був призначений на посаду командира 34-го гвардійського стрілецького корпусу 13-ї армії Прикарпатського військового округу, а у вересні 1956 року — на посаду генерал-інспектора Інспекції стрілецьких військ Головної інспекції Міністерства оборони СРСР. У травні 1957 року генерал-лейтенант Іван Кіндратович Кравцов вийшов запас.
Генерал-лейтенант запасу Іван Кіндратович Кравцов загинув 19 жовтня 1964 року в авіаційній катастрофі біля Белграда, столиці Югославії, куди прямував у складі радянської військової делегації на авіалайнері «Іл-18» на урочистості з нагоди 20-річчя визволення Белграду. Похований в Москві в братській могилі у колумбарію Новодівичого кладовища (секція 129).

## Нагороди
- Медаль «Золота Зірка» (28.04.1945)
- два ордени Леніна (28.04.1945,)
- три ордени Червоного Прапора (1928, 1944,)
- орден Кутузова 2 ступеня (1944)
- орден Богдана Хмельницького 2-го ступеня (1944)
- орден Червоної Зірки
- медаль «XX років Робітничо-Селянської Червоної Армії»;
- інші медалі;
- іноземні ордени.

## Пам'ять
На місці загибелі військової делегації, в яку входив Іван Кравцов, на горі Авала поблизу Белграда в Сербії, споруджений Пам'ятник радянським ветеранам війни.